# Conjuntos monásticos arménios do Irão
Os Conjuntos Monásticos Armênios do Irã no noroeste do país consiste em três conjuntos  monásticos da fé  cristãs armênias: os Monastério de São Tadeu e Mosteiro de São Estêvão e a Capela de Zorzor. O mais antigo é São Tadeu, que data do século VII. Os três são um exemplo sobressalente do valor universal das tradições decorativas e arquitetônicas armênias. Além de são um exemplo de intercâmbios culturais com outras culturas regionais como a bizantina, a grega ortodoxa o a persa. Se situa no Irã, na zona fronteiriça, justo dentro do que seria a região sudeste da cultura armênia. São lugares de peregrinação e nos que se testemunha a supervivência das crenças armênias religiosas ao largo dos séculos.
| Código   | Nome                    | Situação                | Extensão  | Coordenadas                  |
| -------- | ----------------------- | ----------------------- | --------- | ---------------------------- |
| 1262-001 | Monastério de São Tadeu | Conjunto de São Tadeu   | 29,85 ha. | 39° 05′ 32″ N, 44° 32′ 40″ L |
| 1262-002 | Vila de São Tadeu       | Conjunto de São Tadeu   | 8,3 ha.   | 39° 05′ 32″ N, 44° 32′ 40″ L |
| 1262-003 | Capela 5 (Sandokht)     | Conjunto de São Tadeu   | 1,97 ha.  | 39° 05′ 32″ N, 44° 32′ 40″ L |
| 1262-004 | Mosteiro de São Estêvão | Conjunto de São Estêvão | 72,05 ha. | 38° 58′ 44″ N, 45° 28′ 24″ L |
| 1262-005 | Capela de Darresham     | Conjunto de São Estêvão | 10,84 ha. | 38° 59′ 24″ N, 45° 27′ 08″ L |
| 1262-006 | Capela de Chupan        | Conjunto de São Estêvão | 1,17 ha.  | 38° 58′ 31″ N, 45° 34′ 22″ L |
| 1262-007 | Capela de Zorzor        | Conjunto de Zorzor      | 0,78 ha.  | 39° 11′ 16″ N, 44° 28′ 34″ L |
| 1262-008 | Vila de Baran           | Conjunto de Zorzor      | 4,25 ha.  | 39° 11′ 16″ N, 44° 28′ 34″ L |